# Bogaczewo (gromada w powiecie morąskim)
Bogaczewo – dawna gromada, czyli najmniejsza jednostka podziału terytorialnego Polskiej Rzeczypospolitej Ludowej w latach 1954–1972.
Gromady, z gromadzkimi radami narodowymi (GRN) jako organami władzy najniższego stopnia na wsi, funkcjonowały od reformy reorganizującej administrację wiejską przeprowadzonej jesienią 1954 do momentu ich zniesienia z dniem 1 stycznia 1973, tym samym wypierając organizację gminną w latach 1954–1972.
Gromadę Bogaczewo z siedzibą GRN w Bogaczewie utworzono – jako jedną z 8759 gromad na obszarze Polski – w powiecie morąskim w woj. olsztyńskim na mocy uchwały nr 17 WRN w Olsztynie z dnia 4 października 1954. W skład jednostki weszły obszary dotychczasowych gromad Bogaczewo i Maliniak ze zniesionej gminy Bramka, obszar dotychczasowej gromady Gulbity ze zniesionej gminy Królewo oraz obszar jeziora Narie z dotychczasowej gromady Roje ze zniesionej gminy Boguchwały w tymże powiecie. Dla gromady ustalono 10 członków gromadzkiej rady narodowej.
Gromadę zniesiono 1 stycznia 1958, a jej obszar włączono do gromad: Morąg (wsie Bogaczewo i Maliniak) i Jurki (wieś Gulbity oraz osady Weryty Morąskie i Worytki) w tymże powiecie.